# Csillagos cápa
A csillagos cápa (Mustelus mustelus) a porcos halak (Chondrichthyes) osztályának a kékcápaalakúak (Carcharhiniformes) rendjébe, ezen belül a nyestcápafélék (Triakidae) családjába és a Triakinae alcsaládjába tartozó faj.
A Mustelus porcos halnem típusfaja.

## Előfordulása

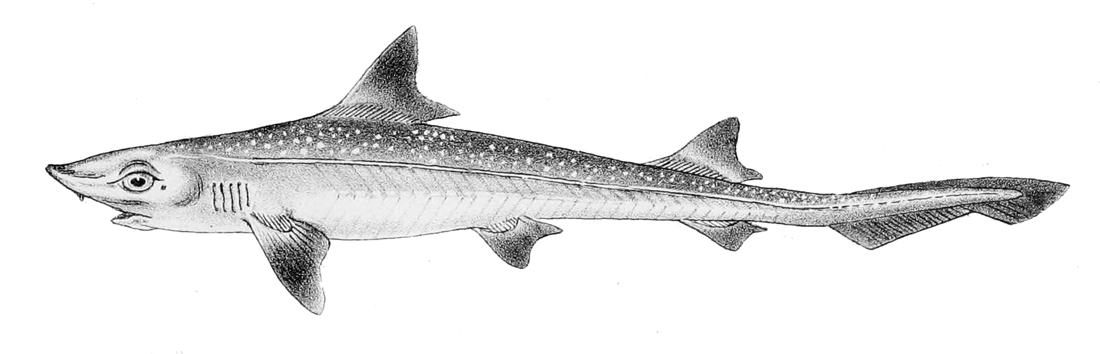
Rajzok a

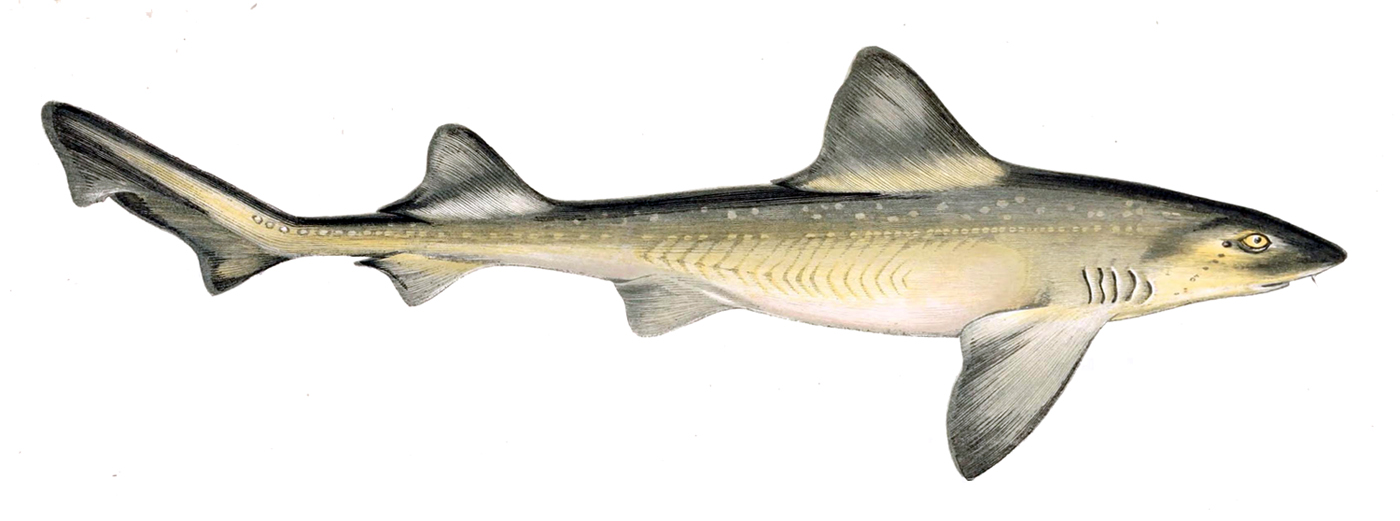
csillagos cápáról

A csillagos cápa a Földközi-tengerben és az Atlanti-óceán keleti részének part közeli vizeiben honos. Az Egyesült Királyságtól kezdve, Marokkón és a Kanári-szigeteken (talán az Azori- és a Madeira-szigeteken is) keresztül, egészen Angoláig és a Dél-afrikai Köztársaságig található meg. Az utóbbi ország Indiai-óceán-i partjain is fellelhető.

## Megjelenése
Ez a porcos hal általában 100 centiméter hosszú, de 200 centiméteresre is megnőhet. 80 centiméteresen már felnőttnek számít. Tapintása bársonyos és puha. Nevét csillag alakú fehér pettyeiről kapta, amelyeket szürke hátán visel.

## Életmódja
Mérsékelt övi tengeri porcos hal, amelynek legmélyebb észlelése 624 méter mélyen volt (a Jón-tengerben). Általában 5-50 méteres mélységben tartózkodik. A kontinentális self felsőbb szintjein él. Főleg rákokkal és csigákkal táplálkozik, de csontos halakkat és kalmárokat is fogyaszt. Erős állkapcsával ráharap ezeknek páncéljára és azonnal széttöri.

## Szaporodása
Elevenszülő cápa, amelynek szikzacskószerű méhlepénye van. Egy-egy alkalommal 4-17 kis cápát hoz világra. Ezek novemberben születnek; születésükkor körülbelül 39 centiméteresek. 70-80 centiméteresen válik ivaréretté. Párosodáskor a kifejlett csillagos cápák összeölelkeznek.
Legfeljebb 24 évig él.

## Felhasználása
A csillagos cápát ipari mértékben halásszák. A sporthorgászok is kedvelik. Emberi fogyasztásra alkalmas. Húsáért és májolajáért halásszák.